# Isla Tintipán
Isla Tintipán är en ö i Colombia.   Den ligger i departementet Sucre, i den norra delen av landet, 600 km norr om huvudstaden Bogotá. Arean är 3,1 kvadratkilometer.
Terrängen på Isla Tintipán är mycket platt. Öns högsta punkt är 14 meter över havet. Den sträcker sig 1,9 kilometer i nord-sydlig riktning, och 3,5 kilometer i öst-västlig riktning.